# Kunstjahr 1765
Liste der Kunstjahre

◄ | 1761 | 1762 | 1763 | 1764 | Kunstjahr 1765 | 1766 | 1767 | 1768 | 1769 | ► | ►►

Weitere Ereignisse
Dieser Artikel behandelt das Kunstjahr 1765.

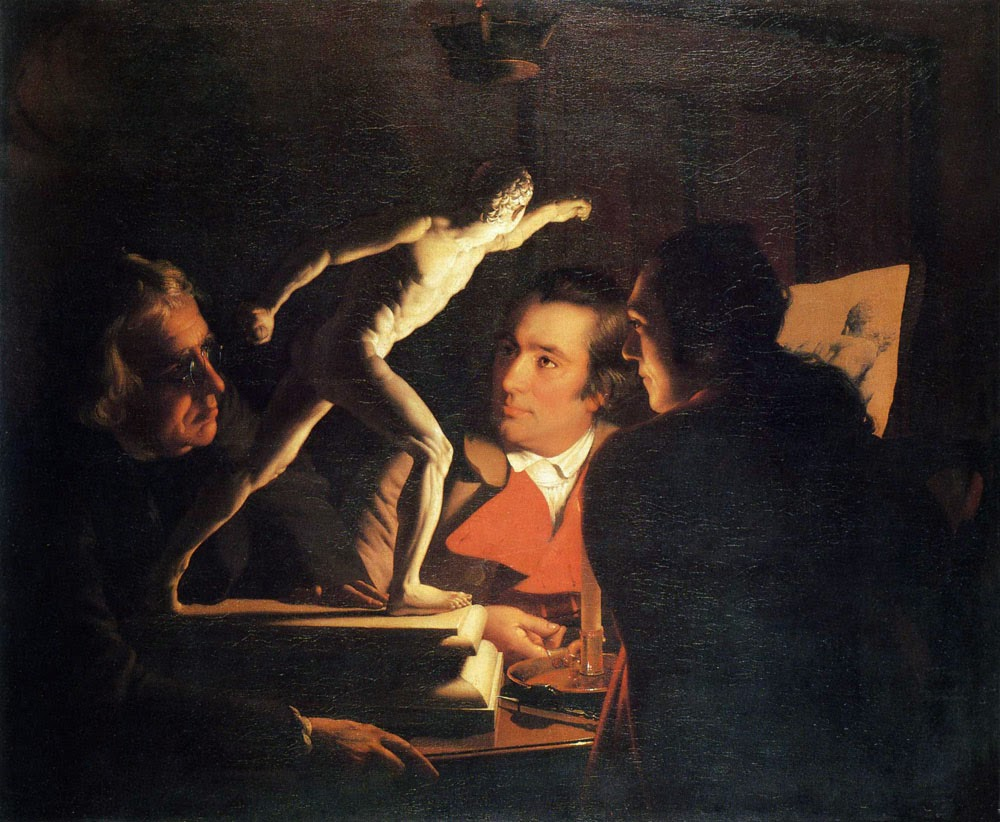
Joseph Wright of Derby: Three Persons Viewing the Gladiator by Candlelight (1765)

## Ereignisse

### Architektur

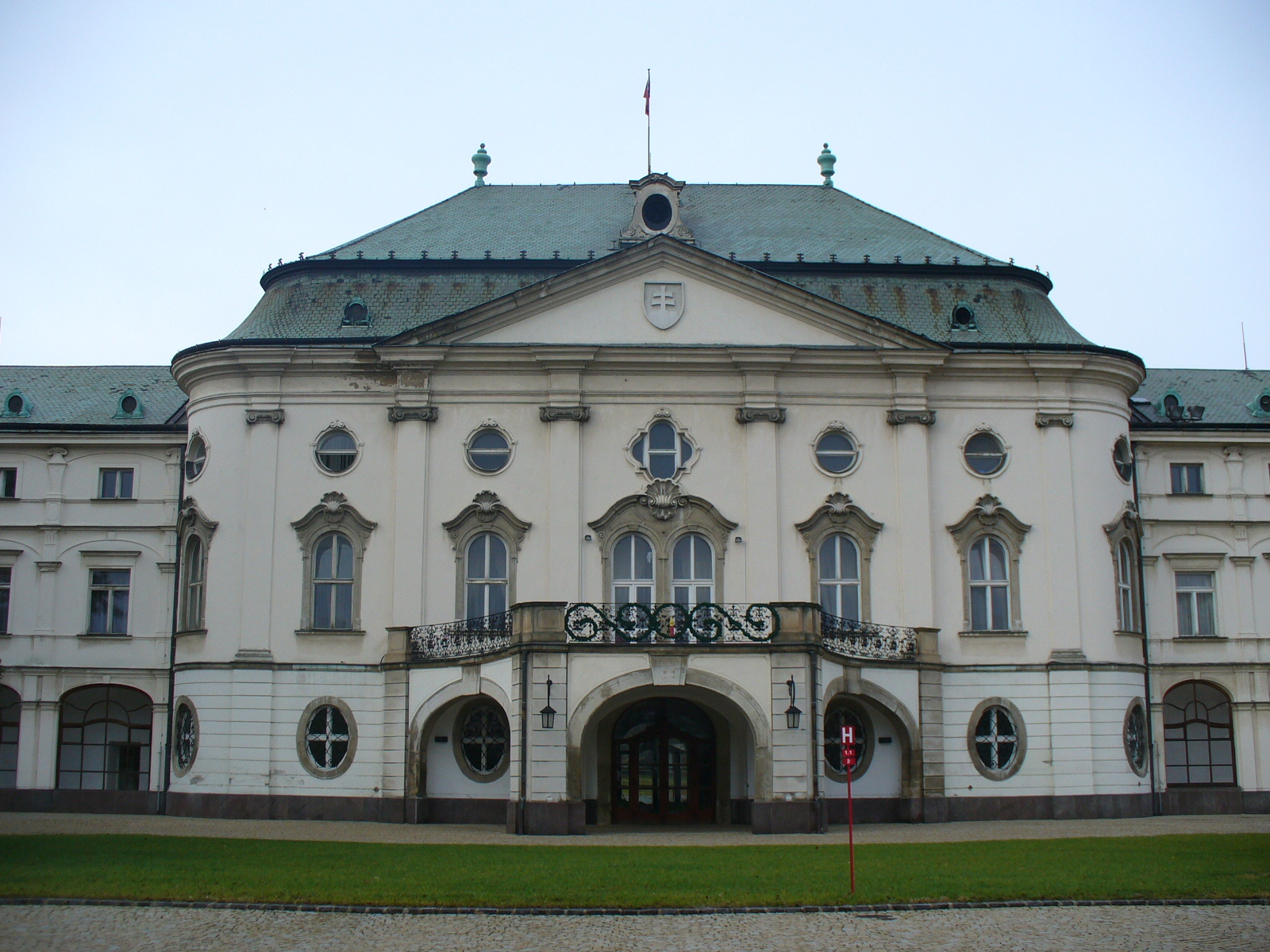
Das Barockpalais heute

- Der Umbau des Erzbischöflichen Sommerpalais in Bratislava von einem Renaissancebau in ein Barockpalais mit Rokoko-Dekorationen durch Franz Anton Hillebrand wird fertiggestellt.
- In dem Wunsch, vor dem Schloss Burgsteinfurt im noch unberührten Teil des Sundern einen Sommersitz für die gräfliche Familie zu schaffen, lässt Graf Karl Paul Ernst von Bentheim-Steinfurt die Parkanlage Steinfurter Bagno anlegen.

### Malerei

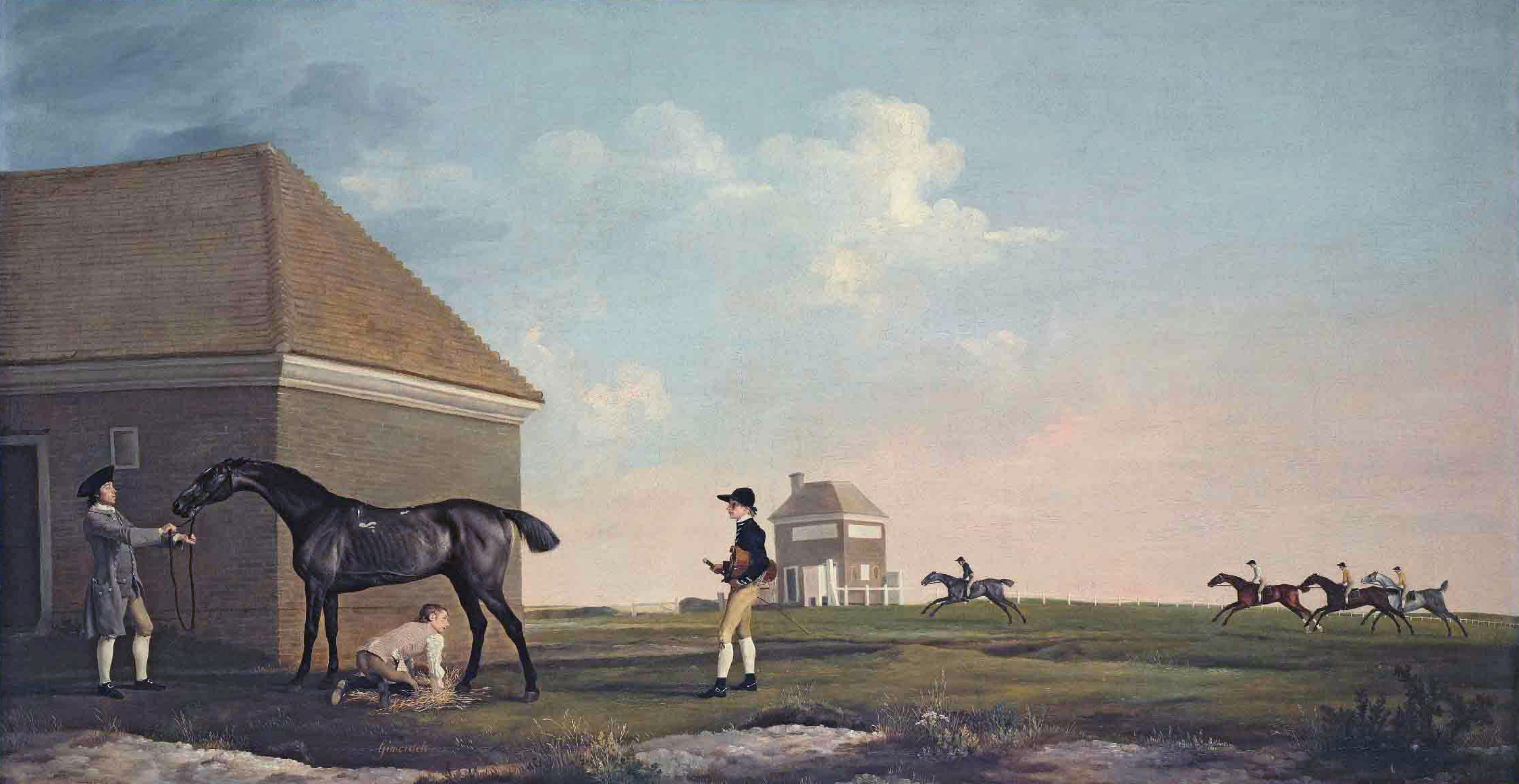
Gimcrack mit einem Reitknecht auf Newmarket Heath

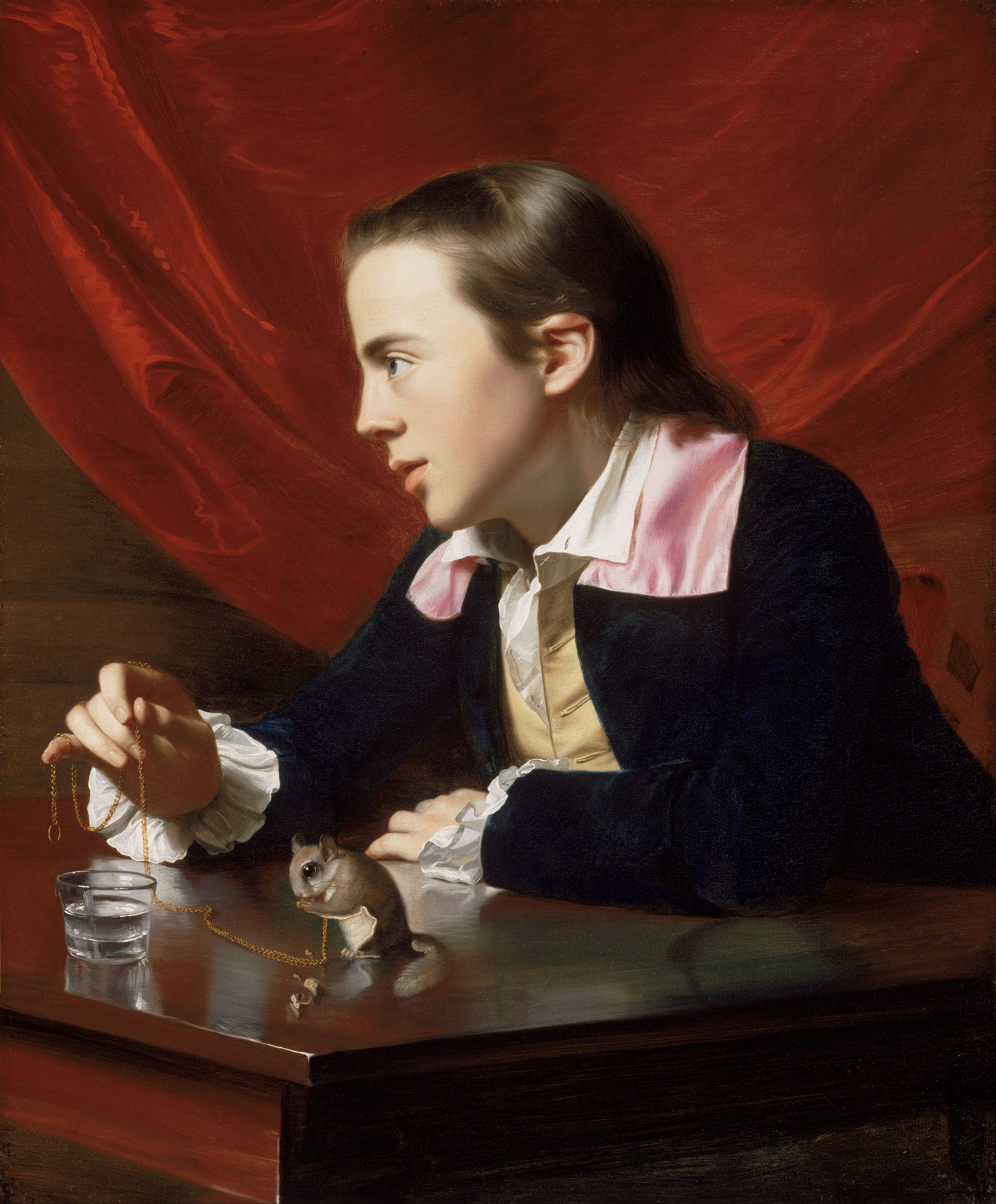
John Singleton Copley: Junge mit Eichhörnchen (Henry Pelham), 1765, Öl auf Leinwand

- George Stubbs malt in Öl auf Leinwand das Werk Gimcrack mit einem Reitknecht auf Newmarket Heath.
- um 1765: Der unbekannte Meister der Erzherzoginnen malt Porträts der Töchter Maria Theresias.

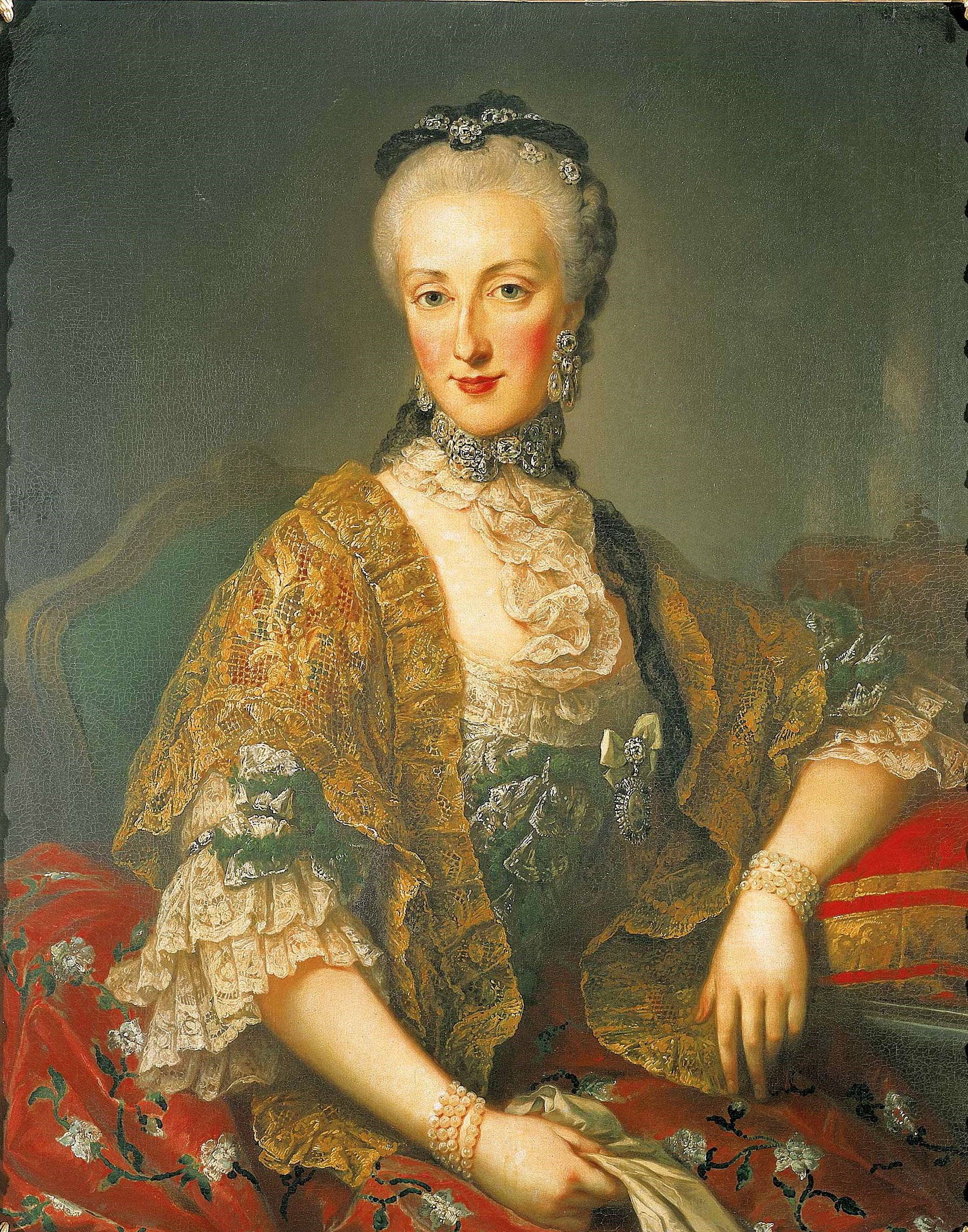
Maria Anna von Österreich
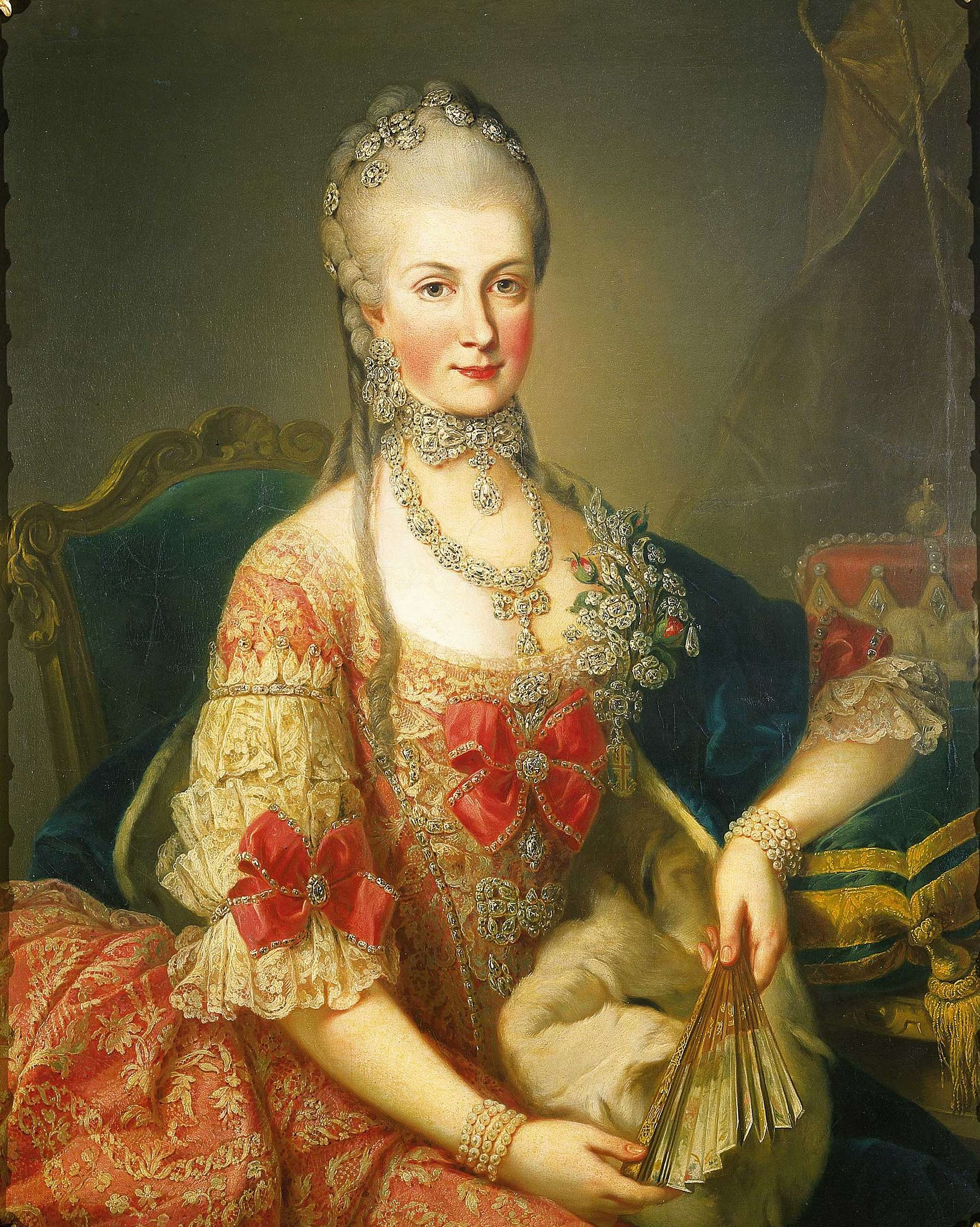
Maria Christina von Österreich
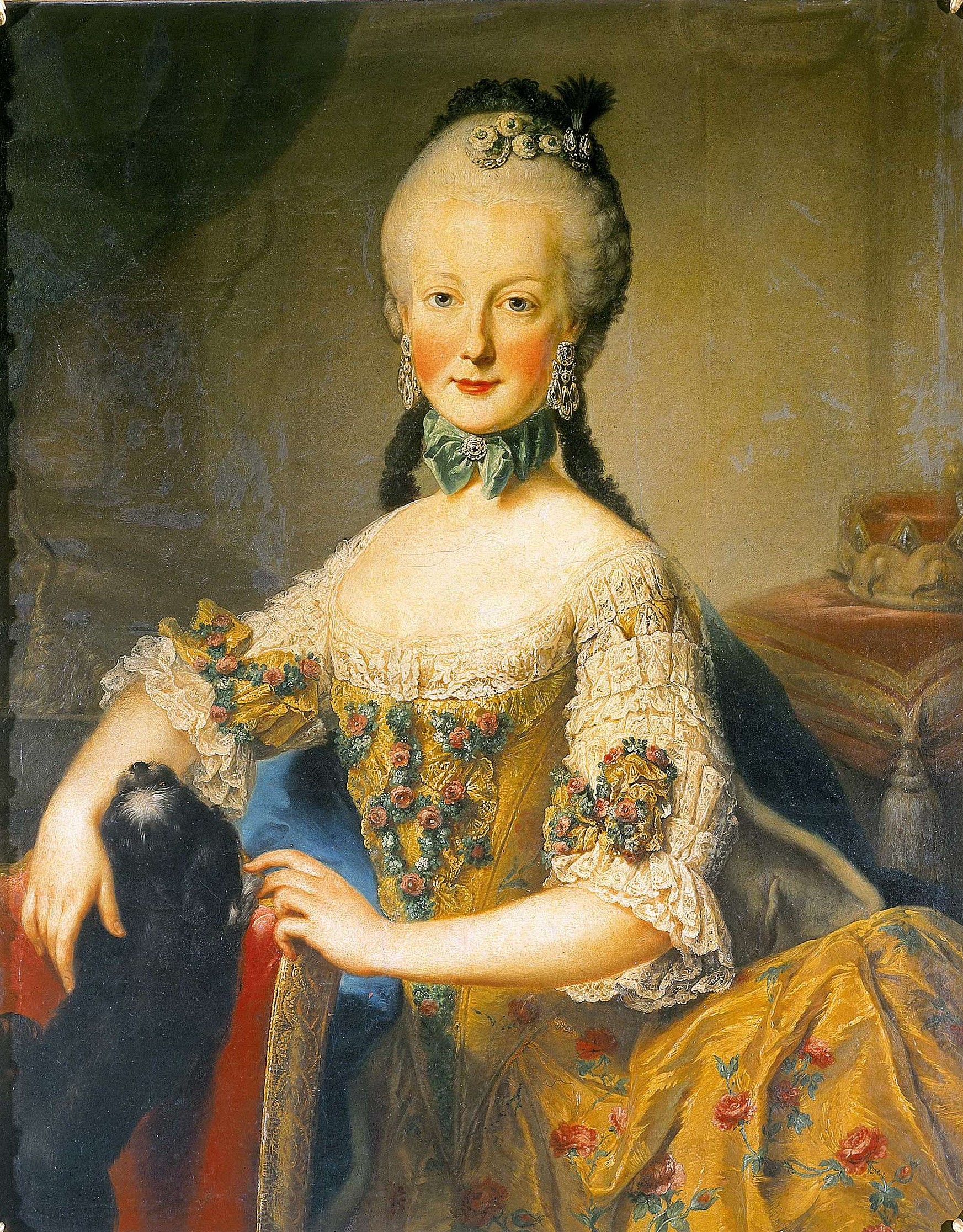
Maria Elisabeth von Österreich
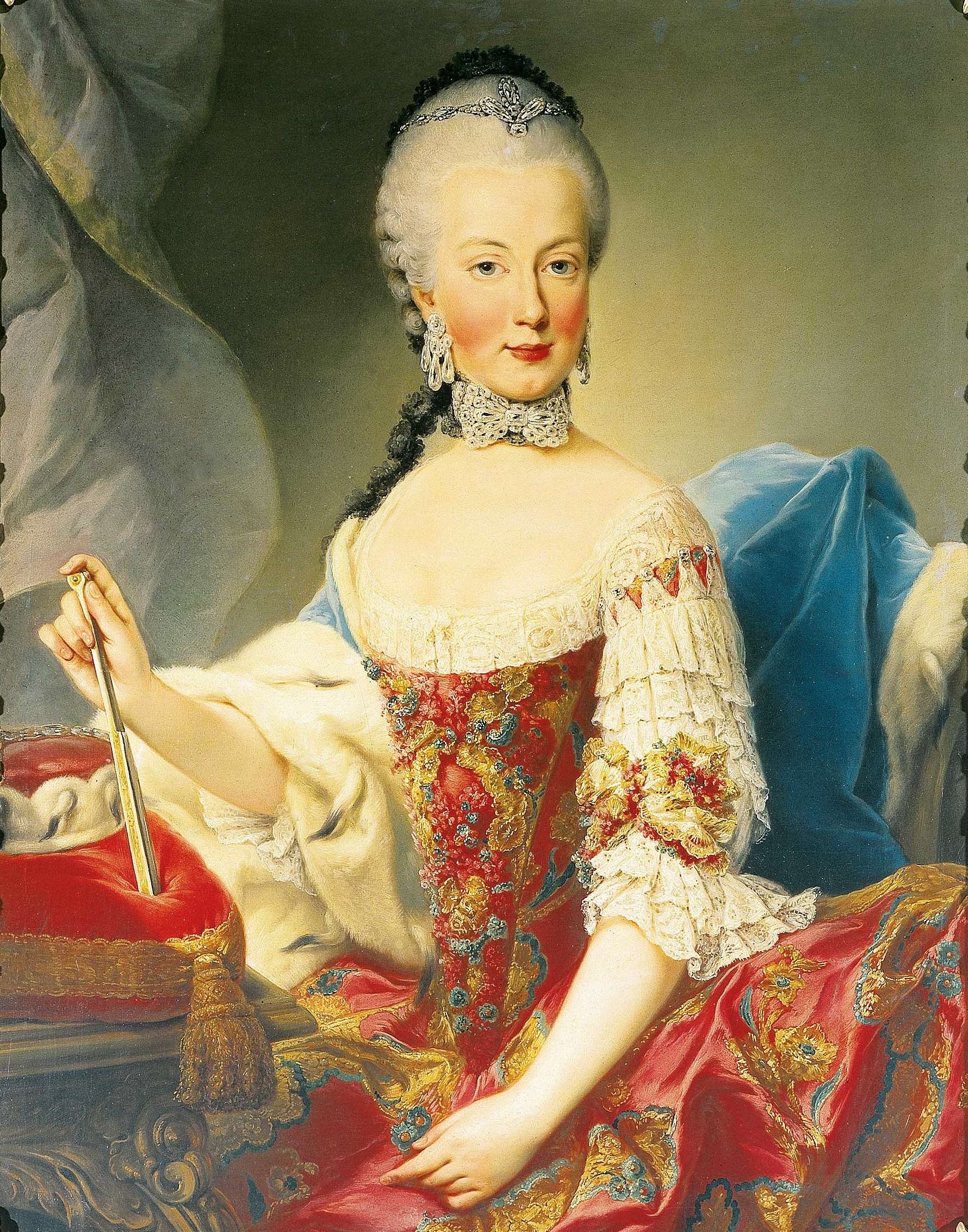
Maria Amalia von Österreich
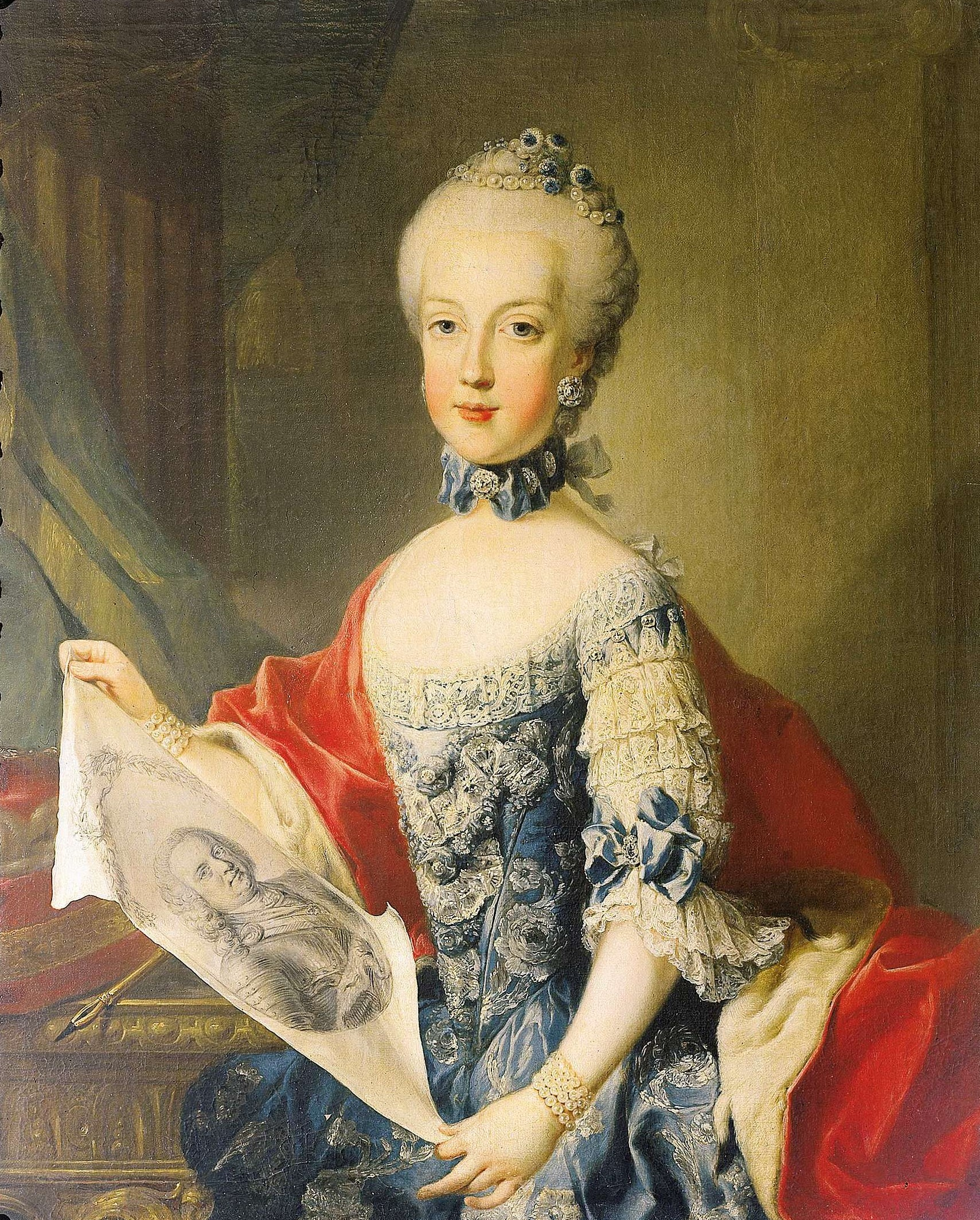
Maria Karolina von Österreich
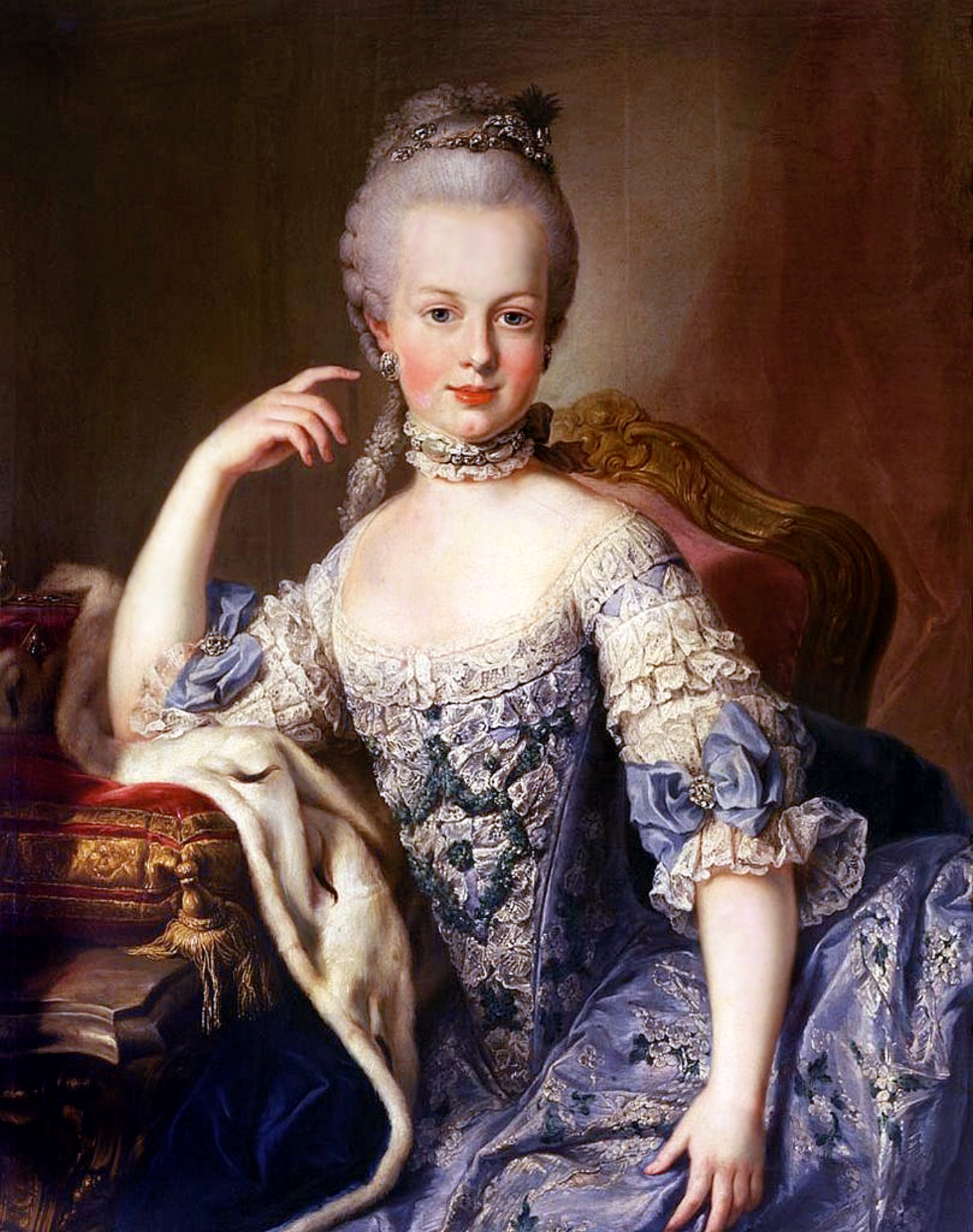
Maria Antonia von Österreich

### Sonstiges
- 11. April: Die Hamburgische Gesellschaft zur Beförderung der Künste und nützlichen Gewerbe wird gegründet.
- Herbst: Johann Wolfgang Goethe nimmt in Leipzig während seines Jurastudiums Zeichenunterricht beim kurfürstlich-sächsischen Hofmaler Adam Friedrich Oeser, mit dessen Tochter Friederike Elisabeth er eine enge Freundschaft schließt.
- Die Manufaktur der Künersberger Fayencen wird ein Jahr nach dem Tod des Gründers Jakob Küner eingestellt.

## Geboren
- 07. März: Joseph Nicéphore Niépce, französischer Offizier und Lithograf, Erfinder der Fotografie († 1833)
- 19. Mai: Johann Nepomuk Amann, österreichisch-deutscher Architekt († 1834)

## Gestorben

### Todesdatum gesichert
- 26. April: Johann Michael Zink, deutscher Maler und Musiker (* 1694)
- 16. Mai: Johann Adam Delsenbach, fränkischer Kupferstecher (* 1687)
- 15. Juli: Charles André van Loo, französischer Maler (* 1705)
- 15. August: Balthasar Augustin Albrecht, Münchener Hofmaler (* 1687)
- 18. August: Jean-Joseph Balechou, französischer Kupferstecher (* 1715)
- 21. Oktober: Giovanni Paolo Pannini oder Panini, italienischer Maler und Architekt (* 1691)
- 05. Dezember: Johann Salomon Wahl, deutscher Hofmaler des dänischen Königshauses (* 1689)
- 21. Dezember: Josef Stammel, österreichischer Bildhauer (* 1695)

### Genaues Todesdatum unbekannt
- John Parker, britischer Maler (* 1710)

### Gestorben um 1765
- 1765 oder 1766: Corrado Giaquinto, italienischer Rokoko-Maler (* 1703)
- 1765/1767: Johann Georg Glume, deutscher Bildhauer (* 1679)